# Bjarne Ingebretsen
Bjarne Kortgaard Ingebretsen (Mjøndalen, 10 ottobre 1987) è un ex calciatore norvegese, di ruolo centrocampista.

## Biografia
È il figlio di Åse Kortgaard e Bjørn Petter Ingebretsen.

## Carriera

### Club
Ingebretsen iniziò la carriera professionistica con la maglia del Lyn Oslo. Debuttò nella Tippeligaen il 13 giugno 2004, sostituendo Christoffer Dahl nella vittoria per 2-0 sul Viking. Le prime reti arrivarono però il 3 luglio 2005, nel successo per 3-1 in casa del Bodø/Glimt (l'attaccante realizzò una doppietta).
Fu poi prestato al Kongsvinger, militante in Adeccoligaen. Esordì in squadra il 13 maggio 2007, schierato titolare nel pareggio per 2-2 contro il Tromsdalen. Dopo 8 partite di campionato, senza reti all'attivo, tornò al Lyn.
Partì poi nuovamente in prestito, stavolta al Nybergsund-Trysil. Il primo incontro con questa maglia fu datato 20 aprile 2008, sostituendo Glenn Roberts nella sconfitta per 3-1 in casa dello Haugesund. Il primo gol arrivò il 20 settembre 2009, nel successo per 4-2 sul Notodden. Il trasferimento diventò in seguito a titolo permanente.
Il 9 novembre 2010 fu reso noto il suo trasferimento al Mjøndalen. Debuttò in squadra il 3 aprile 2011, schierato titolare nella sconfitta per 2-0 in casa del Kongsvinger. Il 10 aprile arrivarono le prime reti, con una doppietta nel 5-2 sul Nybergsund-Trysil.
Il 5 agosto 2014 dovette ritirarsi dall'attività agonistica per via degli infortuni persistenti. Il 22 aprile 2015 giocò nel primo turno del Norgesmesterskapet 2015, segnando una doppietta contro il Vestfossen: non si trattò comunque di un ritorno all'attività agonistica a tempo pieno.

### Nazionale
Ingebretsen giocò 3 partite per la Norvegia under 21. Esordì il 7 febbraio 2007, sostituendo Kevin Larsen nel pareggio a reti inviolate contro la Slovacchia under 21.